# Уильямс, Реймонд
Реймонд Уильямс (англ.  Raymond Henry Williams, 31 августа 1921, Монмутшир — 26 января 1988) — британский уэльский писатель, теоретик культуры и литературы, неомарксист, один из наиболее активных и влиятельных в Великобритании новых левых.

## Биография
Родился в Уэльсе. Сын железнодорожного рабочего.
Поступил в Тринити-колледж (Кембридж), но учёбу прервала Первая мировая война. Вступил в Британскую коммунистическую партию, сотрудничал с Эриком Хобсбаумом.
Участвовал во Второй мировой войне; в 1944 году высадился в Нормандии с войсками союзников, освобождая Европу от нацистской оккупации.
После войны преподавал английскую литературу и драматическое искусство в Оксфордском и Стэнфордском университете. Остро полемизировал с Оруэллом, Маклюэном, Дж. Стайнером. Интересовался идеями Пьера Бурдьё.
Кирилл Кобрин отмечал его «довольно причудливую» трансформацию, «в конце концов приведшую этого марксиста в стан валлийских националистов».

## Наследие и значение
Помимо эссе, является автором романов, рассказов и драм. Крупнейший представитель из социологов культуры, литературы, массовых коммуникаций неомарксистского направления. Оказал значительное влияние на становления социологии культуры и культурологических исследований в Великобритании. Труды переведены на многие языки. На русский язык переведены несколько рассказов Уильямса.
Под влиянием работ Уильямса сложились взгляды Терри Иглтона, Стюарта Холла, Эдварда Саида и других крупных теоретиков культуры в Великобритании и США 1980—2000-х годов.

### Избранные работы по социологии литературы и критике культуры
- Reading and Criticism (1950)
- Drama from Ibsen to Eliot (1952)
- Drama in Performance (1954)
- Culture and Society (1958)
- The Long Revolution (1961)
- Communications (1962)
- Modern Tragedy (1966)
- The English Novel From Dickens to Lawrence (1970)
- The Country and the City (1973)
- Keywords: A Vocabulary of Culture and Society (1976)
- Marxism and Literature (1977)
- Culture (1981)
- Writing in Society (1983)
- Raymond Williams on Television: Selected Writings (1989)